# Osteochilus microcephalus
Osteochilus microcephalus és una espècie de peix cipriniforme de la família dels ciprínids.

## Morfologia
Els mascles poden assolir els 24 cm de longitud total.

## Distribució geogràfica
Es troba des de Tailàndia fins al Vietnam i Indonèsia.